# Schizonycha biangulata
Schizonycha biangulata är en skalbaggsart som beskrevs av Leon Fairmaire 1885. Schizonycha biangulata ingår i släktet Schizonycha och familjen Melolonthidae. Inga underarter finns listade i Catalogue of Life.